# Šopić
Šopić es un pueblo ubicado en la municipalidad de Lazarevac, en el distrito de Belgrado, Serbia.

## Superficie
Posee una superficie de 16,95 kilómetros cuadrados.

## Demografía
Hasta 2011 la población era de 2619 habitantes, con una densidad de población de 154,5 habitantes por kilómetro cuadrado.